# Robert Schul
Robert Keyser „Bob“ Schul (28. září 1937 – 16. června 2024) byl americký atlet, běžec na dlouhé tratě, olympijský vítěz v běhu na 5000 metrů z roku 1964.
Od dětství měl astma, se kterým se potýkal i během své sportovní kariéry. Nejdříve se specializoval na 1500 metrů, později přešel na 3000 metrů překážek a nakonec startoval zejména na pětikilometrové trati.
V této disciplíně získal v roce 1963 bronzovou medaili na Panamerických hrách v São Paulo. Na olympiádě v Tokiu v roce 1964 byl jeho největším soupeřem Francouz Michel Jazy. Ten získal v posledním kole náskok 5 metrů, který Schul dotáhl až v cílové rovince, kde ho přespurtoval a zvítězil časem 13:48,8.